# Eotriceratops
Eotriceratops ist eine Gattung von Vogelbeckensauriern aus der Gruppe der Ceratopsidae innerhalb der Ceratopsia.
Von Eotriceratops ist nur ein teilweise erhaltener Schädel bekannt. Dieser war sehr groß, die Länge des Tieres wird auf 8,5 Meter geschätzt. Auf dem Nasenbein befand sich ein Nasenhorn, die Überaugenhörner waren lang und leicht nach vorne gebogen. Die Wangenregion war ausladend und mit kegelförmigen Wangenknochen (Epijugale) versehen. Wie alle Ceratopsidae besaß dieser Dinosaurier einen Nackenschild, dessen Rand mit spindelförmigen Verknöcherungen versehen war. Wie alle Ceratopsidae dürfte sich Eotriceratops von Pflanzen ernährt und sich quadruped fortbewegt haben.
Die fossilen Überreste dieses Dinosauriers wurden in der Horseshoe-Canyon-Formation in Alberta (Kanada) gefunden und 2007 erstbeschrieben. Der Gattungsname leitet sich von den griechischen Wörtern eos (=„Morgenröte“) und triceratops (=„Dreihorngesicht“) ab und spielt darauf an, dass der Dinosaurier möglicherweise ein Vorfahr von Triceratops ist. Typusart und einzige bekannte Art ist Eotriceratops xerinsularis. Die Funde werden in die Oberkreide (frühes Maastrichtium) auf ein Alter von 72 bis 69 Millionen Jahre datiert.
Systematisch wird Eotriceratops innerhalb der Ceratopsidae in die Chasmosaurinae eingeordnet, die durch große Überaugenhörner und einen langen Nackenschild charakterisiert waren. Dieser Dinosaurier wird zur Triceratops-Torosaurus-Klade gezählt. Er ist aber älter als seine beiden Verwandten, die nur aus dem späten Maastrichtium bekannt sind, und bildet darum ein paläontologisch wichtiges Bindeglied zu den späteren Vertretern der Chasmosaurinae.